# Fisher Cats du New Hampshire
Les Fisher Cats du New Hampshire (en anglais : New Hampshire Fisher Cats) sont une équipe de ligue mineure de baseball basé à Manchester, au New Hampshire.
L'équipe, qui joue en Eastern League (AA), est affiliée aux Blue Jays de Toronto. Les Fisher Cats évoluent à domicile au Northeast Delta Dental Stadium. 

## Anciens joueurs des Fisher Cats passés en Ligue majeure
- Todd Helton
- Brandon League
- Dustin McGowan
- Aaron Hill
- Shaun Marcum
- Alex Rios
- Travis d'Arnaud
- Gustavo Chacin
- Adam Lind
- Travis Snider
- Ricky Romero
- David Purcey
- Jesse Litsch
- Lyle Overbay
- Victor Zambrano
- Gregg Zaun